# Песочник-красношейка
Песочник-красношейка (лат. Calidris ruficollis) — птица из семейства бекасовых.

## Описание
Длина тела составляет от 13 до 16 см. Размах крыльев составляет от 35 до 38 см. Масса варьирует от 20 до 35 г. 
В брачном наряде у взрослых птиц голова, затылок и грудь красновато-каштанового окраса. Верх головы с тёмными пестринами, у основания клюва имеется светлое кольцо из перьев. Нижняя часть тела белая, на груди несколько тёмных полос. Оперение спины тёмно-коричневого цвета с широкими красно-коричневыми кромками. Клюв относительно короткий для песочников. Он тёмного цвета и прямой. Радужины тёмно-коричневые. Ноги чёрные.
В зимнем наряде у птиц отсутствует красновато-коричневая окраска. Верх головы, затылок и грудь однородного бурого окраса. Нижняя сторона тела белая, лишь по бокам груди имеются тонкие, бурые пестрины. Пух птенцов каштанового цвета с чёрными и белыми пятнами.
В пределах ареала вид можно спутать с куликом-воробьём. У песочника-красношейки более длинные крылья и немного более короткие ноги.  Кроме того, в зимнем оперении его можно перепутывать с малым песочником.

## Распространение
Вид гнездится на востоке России, иногда также в западной Аляске. Область гнездования простирается разорвано от полуострова Таймыр до востока Чукотского полуострова. Предпочитает гнездиться в прибрежных областях, а также в болотистых ландшафтах тундры. Это перелётная птица, которая мигрирует зимой на юг Китая, в Индонезию, Австралию, а также Новую Зеландию. Там она предпочитает затопляемые побережья и солоноватые марши.

## Образ жизни
Песочник-красношека питается беспозвоночными, которых склёвывает обычно с земли. Зимующие птицы питаются также ракообразными и моллюсками. Птицы живут стаями.

## Размножение
Гнездо — это лунка, хорошо замаскированная в растительности. Низ гнезда набит частями растений, собранными вблизи. В кладке от 3-х до 4-х яиц. Они от кремового до бледно-жёлтого цвета с красноватыми крапинами. Инкубационный период составляет от 21 до 23 дней. Обе родительских птицы участвуют в высиживании. Цыплят ведёт только самец. Молодые птицы становятся самостоятельными в возрасте от 15 до 20 дней.